# Беляев, Михаил Фёдорович
Михаил Фёдорович Беляев (1880, Российская империя — 1955, Иркутск) — российский психолог, доктор психологических наук, профессор Иркутского университета.

## Биография
В 1900 году по второму разряду окончил второе отделение Московской духовной семинарии.
Педагогическую деятельность начал в 1906 году преподавателем средних учебных заведений. С 1918 по 1920 год преподавал на педагогических курсах при Иркутском университете.
В 1922 году окончил педагогический факультет Иркутского государственного университета. С 1922 по 1931 год работал на педагогическом факультете ИГУ, преподавал психологию, логику и педагогику. Был членом Общества языка, литературы и искусства, созданного на педагогическом факультете и преобразованного в 1927 году в Научное общество философии, литературы и социологии.
В 1933 году создал кафедру психологии и стал её заведующим, работал на этом посту вплоть до своей кончины в 1955 году.
В 1934 году при вузе был открыт учительский институт с двухгодичным сроком обучения, дававший неполное высшее образование. Беляев был одним из организаторов этого института. Заместителем директора Иркутского педагогического института Н. Воскресенского по учительскому институту был назначен Беляев.

## Вклад в науку
Беляев проводил исследования в области психологии личности. Исследовал важную в теоретическом и практическом отношении психологическую проблему интереса, рассматривал влияние интересов на формирование активности личности, особенности их проявления у школьников и роль школы в воспитании и перевоспитании интересов молодежи. Защитил в 1938 году по этой теме диссертацию кандидата педагогических наук и продолжал работать над докторской диссертацией.
Изучал вопросы нравственного воспитания школьников, психологию формирования моральных убеждений и морального поведения личности.